# روبین ایروین
روبین ایروین (انگلیسی: Robin Irvine؛ ۲۱ دسامبر ۱۹۰۱ – ۱ ژانویه ۱۹۳۳) یک هنرپیشه اهل بریتانیا بود.
از فیلم‌ها یا برنامه‌های تلویزیونی که وی در آن نقش داشته است می‌توان به انحطاط و سست‌عفاف اشاره کرد.